# 狩人ハーン

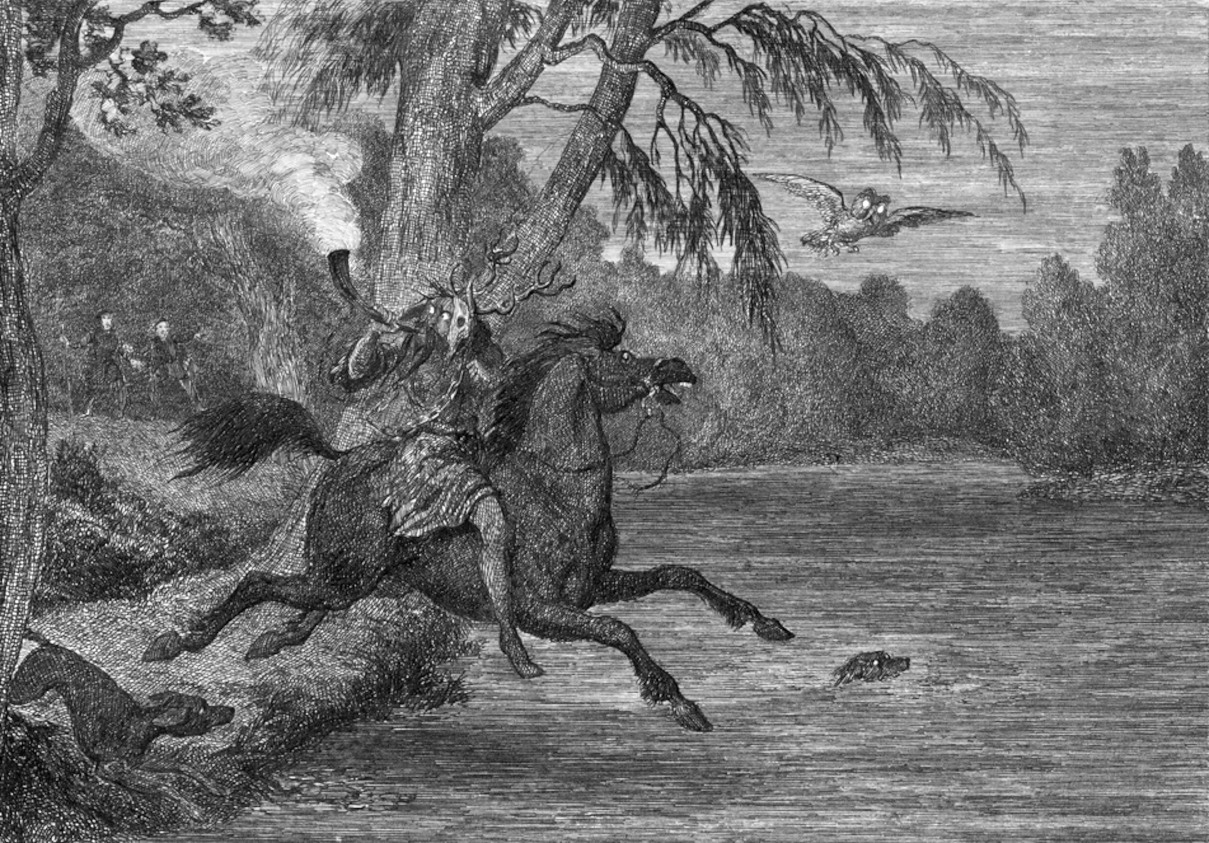
馬に乗っている狩人ハーン

狩人ハーン（かりゅうどハーン、Herne the Hunter）は、イギリスのバークシャーに伝わる幽霊。頭に二本の枝角が生え、馬に乗っている。
ケルト神話の獣神ケルヌンノスを起源に持つと考えられる。ウィリアム・シェイクスピアが著した戯曲『ウィンザーの陽気な女房たち』にも登場する。